# Аеродром Вршац
Међународни аеродром Вршац (: ) је четврти по величини међународни аеродром у Србији. На аеродрому Вршац смештене су базе Тренинг центра Ваздухопловне академије. Авио-такси компаније Ер Пинк и Принц Авијације, такође лете са аеродрома Вршац.
При аеродрому се налазе пет хангара за смештај авиона. Уз хангаре се налазе зграда академије са учионицама као и контролни торањ.

## Историја
Први лет на падинама Вршачког брда извео је пилот-инжењер Аурел Влајку 11. августа 1912. године. Почетак ваздухопловне традиције везује се за 1925. годину када је основан аероклуб „Наша крила“. Први хангар направљен је 1934. године.
После Другог светског рата отворена је школа једриличарства, а једриличари су летели на једрилицама које су сами правили и конструисали. Наредбом Команде Ратног ваздухопловства, Вршац је проглашен за једриличарски центар Ратног ваздухопловства Југославије. Године 1947. Команда предаје Центар Ваздухопловном савезу Југославије.
Године 1954. Вршац постаје Савезни ваздухопловни центар. Једриличарству су се сада прикључили пилоти моторних авиона, моделари и падобранци. Вршац је био расадник спортског ваздухопловства све до 1972. године. Ваздухопловци овог Центра учествовали су на многим светским првенствима и донели много медаља и рекорда, а у Вршцу је 1972. године одржано и
13. Светско првенство у једриличарству.
Од 1972. године овај центар је саставни део Југословенског аеротранспорта. Од тада се ова институција специјализује за школовање професионалних пилота који ће превозити путнике на великим саобраћајним авионима. Сваке године оджава се отворени летачки дан Vršac Air Show.

## Локација
Вршац, један од најстаријих банатских градова, налази се на југоисточном рубу Панонске низије, у подножју Вршачких планина. Лежи североисточно од Београда на 83. километру међународног магистралног пута према Румунији, од које је удаљен 14 километара. Вршац одликује добра повезаност са околним местима и градовима у овом делу Србије.
Комплекс Пилотске Академије налази се у Вршцу. Академија се налази ван значајних ваздушних путева и коридора што омогућује несметано школовање и има аеродром у свом власништву са бетонском полетно-слетном стазом.

## Флота
- 15 авиона Cessna-172S
- Двa авиона Cessna 152 Aerobat
- Два авиона Cessna-310T
- Два авиона Piper Cheyenne PA-31T

## Смештај
Тренинг центар Ваздухопловне академије, поред основне делатности школовања пилота, поседује и делатност угоститељства. У саставу угоститељства налазе се: пансион, ресторан, спортска сала и мини фарма.
Пансион ЈАТ има три звездице, смештен је у кругу ваздухопловне академије, окружен зеленилом и пријатним ваздушним струјама са Вршачких планина. Капацитет пансиона је 120 лежаја у једнокреветним, двокреветним и трокреветним собама са купатилом, опремљених са ТВ-ом, сателитским програмом и телефоном.
Flight Club је смештен у згради пансиона и поред укусне брзе хране нуди и квалитетна увозна пића у пријатном амбијенту.
Ваздухопловна академија располаже са конгресном салом са 168 седишта, разгласом и видео-бимом намењене за пригодне манифестације.